# Músculo vasto medial
El músculo vasto medial (Vastus medialis) o vasto interno es la porción más medial, es decir, cercana a la línea media del cuerpo, del músculo cuádriceps. Tiene forma de lágrima, su origen está en la parte inferior de la línea intertrocantérica y termina en la rótula formando el tendón del cuádriceps femoral. Actúa de manera coordinada con las otras porciones del cuádriceps en la extensión de la pierna, alejándola de la nalga.

## Trayecto
El vasto medial nace de la mitad inferior del trocánter menor del fémur, así como del labio interno de la línea áspera, la parte superior de la línea supracondilar interna, los tendones del aductor largo y del aductor mayor y del tabique intermuscular interno.
Las fibras forman una masa fuerte unida a una fuerte aponeurosis que acompaña al músculo, de hecho, de la profunda superficie de la aponeurosis nacen muchas de las fibras del mismo músculo. Las fibras del vasto medial terminan en un tendón que va a parar al borde interno de la rótula fusionándose con los tendones del resto del cuádriceps, contribuyendo también con una expansión de la cápsula que cubre la articulación de la rodilla.

### Relaciones
El vasto medial y el vasto intermedio parece estar unidos inseparablemente, sin embargo se percibe un estrecho intervalo que se extiende desde el borde interno de la rótula hacia arriba que corre entre los dos músculos. En algunos individuos esa separación puede continuar hasta la línea de inserción intertrocantérica del fémur, lugar donde en muy raras excepciones los músculos están separados.

## Irrigación e inervación
La irrigación sanguínea del vasto medial la proveen ramas de la arteria femoral, la cual es continuación de la arteria ilíaca externa. A menudo recibe ramas safenas de la arteria genicular descendente. La inervación del músculo está dada por fibras del nervio femoral, el cual lleva fibras de los nervios L2-L4. 

## Acciones
La contracción del vasto medial estabiliza la articulación de la rodilla y causa la extensión de la pierna, es decir, aleja la pierna de la nalga. Las otras porciones del músculo cuádriceps crural son agonistas en las funciones del vasto medial. Los músculos isquiotibiales son antagonistas de las funciones del vasto medial.